# 25964 Liudavid
25964 Liudavid è un asteroide della fascia principale. Scoperto nel 2001, presenta un'orbita caratterizzata da un semiasse maggiore pari a 2,4154020 UA e da un'eccentricità di 0,1665843, inclinata di 5,86040° rispetto all'eclittica.